# Taupō (Vulkan)
Der Taupō ist ein etwa 300.000 Jahre alter Supervulkan in Neuseeland. Er war seit seiner Entstehung in unregelmäßigen Abständen aktiv und gilt als der am häufigsten aktive und produktivste Rhyolith-Vulkan der Welt.

## Geografie
Der Vulkan ist heute nicht mehr als Vulkan oder als Berg erkennbar, existiert aber in der nördlichen Hälfte des Lake Taupō unterhalb des Sees weiter, wie geologische Untersuchungen herausgefunden haben. Der Taupō ist Teil einer auf der Nordinsel Neuseelands in nordöstlicher Richtung verlaufenden Verwerfung, die als Taupō Volcanic Zone bekannt ist.

## Aktivitätsperioden
Die kontinentale Erdkruste, die eine durchschnittliche Dicke von rund 35 km aufweist, hat sich unterhalb der Taupō Volcanic Zone über Millionen von Jahren auf im Mittel etwa 15 km verjüngt. Durch die tektonischen Prozesse der Nordinsel – die Pazifische Platte schiebt sich unter die Australische Platte – kam es entlang der Taupō Volcanic Zone zu Brüchen in der Kruste und zur Bildung zahlreicher Vulkanschlote, in denen Magma aufsteigen konnte. Der so vor rund 300.000 Jahren entstandene Vulkan Taupō gehört allerdings zu den Vulkanen, die seltener ausbrechen, dann aber große, explosive und vor allem zerstörerische Eruptionen entwickeln.

### Ōruanui-Eruption
Einer dieser gewaltigen Ausbrüche des Taupō war die Ōruanui-Eruption, die vor 26.500 Jahren stattfand. Das dabei herausgeschleuderte und in weitem Umkreis verteilte Material (Bimsstein und Vulkanasche) soll mit fast 1200 km³ das Volumen von der dreifachen Größe des Mount Ruapehu gehabt haben. Andere Quellen spezifizieren dies mit 430 km³ Gesteins- und Ascheniederschlag, 320 km³ pyroklastische Ströme in der umliegenden Landschaft und 420 km³ Material, das innerhalb der Caldera niederging. Zum Ende des Ausbruchs kollabierte die Magmakammer unterhalb des Vulkans, wodurch sich eine Caldera mit einer Absenkung von rund 500 Metern bildete. Diese Caldera wurde später zum nördlichen Teil des Lake Taupō. Es folgten 28 weitere mehr oder weniger große Ausbrüche in den letzten 23.000 Jahren. Diese und der Ōruanui-Ausbruch haben den Lake Taupō und die Landschaft um ihn herum geprägt.

### Hatepe-Eruption
Der letzte dieser Ausbrüche soll nach neuesten Untersuchungen im Jahr 232 n. Chr. (±15 Jahre) stattgefunden haben und war wohl einer der weltweit gewaltigsten Vulkanausbrüche der letzten 5000 Jahre. Mit einer Auswurfmenge von 50 bis 60 km³ verwüstete er ein Gebiet in Neuseeland, in dem heute über 200.000 Menschen leben. Der Ascheregen bedeckte ganz Neuseeland mit einem mindestens 1 cm dicken Teppich und könnte die außergewöhnlich roten Sonnenuntergänge in China und Europa verursacht haben, die von den Römern und Chinesen zu jener Zeit beobachtet und dokumentiert wurden.

### Der Vulkan heute
Der Taupō zählt heute zu den zwölf als gefährlich eingestuften und ständig überwachten Vulkanen Neuseelands. Das ständige Monitoring seismischer Aktivitäten, Veränderungen des Seebetts, des Wasserstands und der Wasserqualität geben wichtige Informationen über eventuelle Gefährdungen durch vulkanische Aktivitäten, denn die Magmakammer des Vulkans liegt lediglich zwischen 6 und 8 km unterhalb des Sees.

## Lake Taupō
Wann genau die Caldera mit Wasser vollgelaufen war und zur Bildung des Lake Taupō geführt hat, ist nicht bekannt. Fest steht aber, dass sich die Caldera durch die zahlreichen großen Ausbrüche der vergangenen 23.000 Jahre verändert hatte und zur weiteren Erhöhung des Umlandes führte. Doch das 3487 km² große Einzugsgebiet der zur Caldera hin verlaufenden Flüsse füllte die Senke mit Wasser, das sich schließlich bei der heutigen Stadt Taupō einen Durchbruch nach Norden schuf und den Wasserstand des Sees auf seinem heutigen Stand hält. An diesem Durchbruch bildeten sich die Huka Falls, die mit einer Fallhöhe von rund 11 m heute eine Attraktion für Touristen und Wildwasserfahrer darstellen.